# Адаптивный кейс-менеджмент
Адаптивный кейс-менеджмент ACM (англ. Adaptive Case Management, Dynamic Case Management, Advanced Case Management) — концепция динамического управления бизнес-процессами предприятия.
Системы ACM предназначены для решения задач коллективного взаимодействия сотрудников, выдачи задач и поручений и контроля сроков их исполнения.
Система адаптивного кейс-менеджмента позволяет управлять всеми текущими корпоративными проектами и сотрудниками, в них участвующими, полностью контролируя исполнение проекта на каждом этапе и формируя реальную библиотеку «лучших практик» в процессе реальной работы.

## «BPMs vs. ACM» — противопоставление или интеграция?
ACM — это часть BPM или самостоятельная концепция? В Интернете и в ИТ-изданиях можно наблюдать 2 основные тенденции среди экспертов.

Одни эксперты считают, что ACM это «Pidgin-BPM», примитивная версия BPM, решающая те же проблемы, что и BPM. «Серьезные специалисты», отдавшие годы BPMN, BPEL etc., принять такую концепцию ACM не готовы, максимум, на что они вынуждены идти — это считать ACM опцией, дополнительным «бантиком» к BPM. Однако именно практическим внедренцам известно, что реальные системы BPM имеют вполне реальные проблемы с целостностью, под которой в данном случае понимаются возможности для удовлетворения всей полноты требований заказчика по автоматизации бизнес-процессов.

Естественно, поставщики давно видят наличие недостатков у «традиционных» BPM систем. Изобретаются различные возможности добавлять в экземпляр бизнес-процесса в режиме реального времени ad-hoc activity, появляются расширения BPEL для учета коллективного взаимодействия, такие как BPEL4People. Однако эти возможности обладают общими недостатками BPM в сравнении с ACM — требуют сложных настроек (а в ACM их минимум), в них затруднены средства контроля доступа, адресации и фильтрации таких ad-hoc activities, нет средств загрузки файлов, фотографий пользователей, средств для ведения дискуссий — все это элементарные средства, которые обязаны быть в любой ACM.
Результатом этой точки зрения является противопоставление ACM и BPM.

Другие эксперты считают, что ACM это collaborative BPM, social BPM, agile BPM, в которой следующий шаг процесса определяется в социальной среде решением человека. А этот как раз то «недостающее звено», чего не хватает традиционному BPM и почему изобретаются BPEL4People etc. В такой интерпретации ACM это как раз то, чего жаждет BPM, можно сказать, без чего BPM не сможет развиваться, чтобы наконец стать эффективным инструментом. И интеграция BPM и ACM в этом случае расширяет сферу применения BPM, делает системы BPM более привлекательными и эффективными. И те вендоры и интеграторы BPM, кто начинает интегрироваться с ACM, получают конкретные конкурентные преимущества.

ACM привносит в BPM необходимую гибкость социальных сетей, «очеловечивает BPM», позволяя средствами web 2.0 интегрировать системы BPM с возможностями систем коллективной работы, помогающих принимать решения о следующих шагах бизнес-процесса в социальной среде, с помощью обсуждений и поручений.
Управление бизнес-процессами и адаптивный кейс-менеджмент дополняют друг друга и позволяют автоматизировать как структурированные устоявшиеся бизнес-процессы предприятия, так и ежедневную совместную работу сотрудников.

## Преимущества ACM
- Система ACM — инструмент формирования корпоративных знаний

Все знания, которые возникают в «офисных» бизнес-процессах, могут и должны отчуждаться от их носителей и сохраняться для общекорпоративного использования во избежание появления «узких мест» и «уникальных» «незаменимых» сотрудников. Инструментом такого отчуждения, обеспечивающим своевременное и стабильное исполнение сотрудниками своей работы, и является Адаптивный кейс-менеджмент (ACM).
- Система ACM предоставляет возможность накопления корпоративных знаний для их повторного использования

Успешно завершенный кейс, содержащий опыт коллективной работы сотрудников, сбрасывается в библиотеку шаблонов, правится и чистится для универсальности, после чего новый кейс на эту тему создается одним кликом. Потом процесс повторяется. В результате для каждого повторяющегося проекта (заключения договора, обработки заказа клиента, оформления командировки сотрудника, закупки оборудования и т. п.) получается удобный шаблон с перечнем задач, поручений, набором проверок и согласований, списками исполнителей и шаблонами документов. Пополняющаяся библиотека шаблонов кейсов и составляет корпоративное знание, отчужденное от конкретных сотрудников и сохраненное в цифровом формате для общекорпоративного использования.
- Адаптивность и гибкость ACM позволяет автоматизировать бизнес-процессы предприятия «как есть» (англ. as is), в привычном для сотрудников виде, не подвергая риску процесс внедрения, не подвергая стрессу персонал, не ломая существующих бизнес-процессов для достижения теоретически правильного состояния «как должно быть» (англ. to be). После внедрения ACM бизнес-процессы становятся прозрачными, появляется возможность совершенствовать их на деле, а не на бумаге — легко меняя и улучшая шаблоны кейсов. Новые кейсы формируются самими пользователями как списки задач, которые требуется выполнить, и корректируются и дополняются по ходу выполнения процесса. ACM ориентирован на результат, а процесс его достижения уточняется по ходу дела. И, хотя достижение результата ACM не гарантирует (это могут делать только люди), зато ACM контролирует процессы, показывая в любой момент времени все неисполненные задачи, ответственных за них сотрудников и всю переписку на тему «кто виноват и что делать».
- Простота и социальность системы ACM позволяют автоматизировать текущие процессы предприятия без детального обследования бизнес-процессов и трудоемкой настройки и программирования

Вместо сложных описаний бизнес-процессов ACM крутится фактически вокруг чек-листов, представляющих собой список из задач, которые необходимо выполнить и чек-пойнтов или milestones (контрольных точек), задач, которые необходимо выполнить. Для ACM такой чек-лист из контрольных точек — это то же самое, что для «традиционного» BPM «happy path» — основной перечень действий, которые надо сделать и представление о которых имеется перед началом процесса. В ACM этот перечень по мере исполнения процесса корректируется и дополняется.
Систему ACM можно начать реально использовать практически немедленно после установки, постепенно создавая и совершенствуя кейсы (последовательности задач и поручений) на любые темы. Обработка заказов, подготовка совещаний, согласование заявок, процессы приема на работу и увольнения сотрудников, оформление кредитов и страховых возмещений — это примеры реальных кейсов.

## Функциональные возможности ACM
Система ACM позволяет:
- Управлять кейсами — наборами задач и поручений, связанных с исполнением целого бизнес-процесса. Кейсы — последовательности сообщений, содержащие описания проблем, поручения, дискуссии пользователей, списки адресатов или исполнителей, файлы, формы данных, бизнес-правила.
- Хранить в виртуальной папке кейса всю информацию о бизнес-процессе — все документы, фотографии, видеоролики, чертежи и другие файлы.
- Управлять пользователями, входящими в проектную команду кейса, предоставлять или, наоборот, ограничивать доступ к задачам, файлам и сообщениям кейса, уведомлять пользователей о необходимости начать работу по новой задаче проекта.
- Поддерживать управление правилами, позволяющими автоматически активизировать следующие задачи кейса после закрытия предыдущих, отправлять пользователям уведомления и т. п.
- Вести журнал всех действий пользователя с поручениями/сообщениями (когда поручение/сообщение создается, редактируется и изменяется его статус).
- Поддерживать корпоративные дискуссионные форумы по различным темам и проектам.
- Поддерживать ведение библиотеки шаблонов, куда можно одним кликом сбрасывать успешно завершенные кейсы, чтобы потом также одним кликом создавать по шаблону целый кейс на любую тему, уже содержащий все задачи, всех исполнителей, все образцы документов и другие файлы.
- Представлять списки задач в кейсах как «чек-листы» — перечни задач, в которых галочками отмечаются исполненные и пиктограммами указаны все текущие статусы задач и поручений.
- Осуществлять согласование, рецензирование и утверждение документов или интегрироваться с системами электронного документооборота (СЭД).
- Формировать сложноподчиненные бизнес процессы в виде понятных пошаговых инструкций к исполнению.

## Профессиональные общественные организации, занимающиеся проблемами ACM
- Association for Information and Image Management (AIIM) (англ.)
- Workflow Management Coalition (WfMC) (англ.)